# Rödvingad gröngöling
Rödvingad gröngöling (Picus puniceus) är en fågel i familjen hackspettar inom ordningen hackspettartade fåglar. Den förekommer i Sydöstasien från Myanmar till Indonesien. Arten minskar i antal, men beståndet anses ändå vara livskraftigt.

## Utseende och läte
Rödvingad gröngöling är en medelstor grönaktig hackspett med bjärt rött på vingar och hjässa. Den har vidare en gul huvudtofs, gräddfläckade sidor och ljust blågrå ”glasögon”. Hanen har grönare ansikte än honan och bär även ett rödbrunt mustaschstreck. Den liknar både orangehalsad grönspett (Chrysophlegma mentale) och bandad grönspett (C. miniaceum), men skiljer sig på röd hjässa och grönaktig kropp. Lätet är ett ljust "kee-dee", med andra tonen ofta fallande och upprepad flera gånger.

## Utbredning och systematik
Rödvingad gröngöling förekommer i Sydostasien. Den delas in i tre underarter med följande utbredning:
- Picus puniceus observandus – förekommer från södra Myanmar och Thailändska halvön till Sumatra, Borneo och Bangka
- Picus puniceus soligae – förekommer på Nias utanför nordvästra Sumatra
- Picus puniceus puniceus – förekommer på Java

## Levnadssätt
Rödvingad gröngöling hittas i både ursprunglig och uppväxande skog, från låglänta områden upp i lägre bergstrakter. Den föredrar områden med spridda och isolerade höga träd. Fågeln födosöker på stammar och större grenar uppe i trädkronorna, ofta i åtskilda par eller blandade flockar.

## Status och hot
Arten har ett stort utbredningsområde och en stor population, men tros minska i antal, dock inte tillräckligt kraftigt för att den ska betraktas som hotad. Internationella naturvårdsunionen IUCN listar därför arten som livskraftig (LC).